# Risultati sportivi di Jacky Ickx

Jacky Ickx nel 1976.

I risultati sportivi di Jacky Ickx comprendono i risultati ottenuti in carriera dal pilota motociclistico e automobilistico belga Jacky Ickx.

## Titoli

### Motociclismo
Campionati vinti nel motociclismo.
| Nr | Anno | Serie                    | Classe | Costruttore | Moto | Squadra |
| -- | ---- | ------------------------ | ------ | ----------- | ---- | ------- |
| 1  | 1963 | Campionato belga trial   | 50     | Zündapp     |      |         |
| 2  | 1963 | Campionato europeo trial | 50     | Zündapp     |      |         |
| 3  | 1965 | Campionato belga trial   | 50     | Zündapp     |      |         |

### Automobilismo
Campionati vinti nell'automobilismo.
| Nr | Anno | Serie                            | Classe          | Costruttore | Vettura       | Squadra                     |
| -- | ---- | -------------------------------- | --------------- | ----------- | ------------- | --------------------------- |
| 1  | 1964 | Campionato belga corsa in salita | 1600            | Ford        | Lotus Cortina | Ford Belgium                |
| 2  | 1965 | Campionato belga corsa in salita | 1600            | Ford        | Lotus Cortina |                             |
| 3  | 1965 | Campionato belga turismo         | Assoluto        | Ford        | Lotus Cortina | Ford Belgium                |
| 4  | 1965 | Campionato europeo turismo       | Terza divisione | Ford        | Mustang       | Alan Mann Racing            |
| 5  | 1966 | Campionato belga turismo         | Assoluto        | Ford        | Mustang       | Ford Belgium                |
| 6  | 1966 | Campionato belga corsa in salita | 1600            | Ford        | Lotus Cortina |                             |
| 7  | 1967 | Campionato europeo di Formula 2  | Assoluto        | Matra       | MS5           | Tyrrell Racing Organisation |
| 8  | 1979 | Campionato CanAm                 | Assoluto        | Lola        | Lola T333     | Carl Haas Racing Team       |
| 9  | 1982 | Campionato mondiale endurance    | Assoluto        | Porsche     | 956           | Rothmans Porsche            |
| 10 | 1983 | Campionato mondiale endurance    | Assoluto        | Porsche     | 956           | Rothmans Porsche            |

## Turismo

### Campionato belga
Risultati ottenuti nella classifica piloti del Campionato belga vetture turismo nelle singole stagioni.
| Anno   | Costruttore | Vettura           | Squadra                       | Gare | Pole | Giri | Vittorie | Podi | Hat triks | Punti | Risultato |
| ------ | ----------- | ----------------- | ----------------------------- | ---- | ---- | ---- | -------- | ---- | --------- | ----- | --------- |
| 1964   | Ford        | Cortina           | Ford Belgium                  | 2    | 0    | 0    | 0        | 0    | 0         |       |           |
| 1965   | Ford        | Cortina - Mustang |                               | 5    | 1    | 2    | 2        | 2    | 0         |       | 1º        |
| 1966   | Ford        | Cortina - Mustang |                               | 4    | 0    | 1    | 2        | 3    | 0         |       | 1º        |
| 1968   | Ford        | Mustang           |                               | 1    | 0    | 0    | 1        | 1    | 0         | -     | -         |
| 1969   | Ford        | Escort - Falcon   | Ford Belgium-Alan Mann Racing | 2    | 1    | 1    | 1        | 1    | 1         | -     | -         |
| 1970   | Ford        | Mustang           | Dennis Leech                  | 1    | 0    | 0    | 0        | 0    | 0         | -     | -         |
| 1972   | BMW         | 2800 CS           | Schnitzer                     | 1    | 1    | 1    | 1        | 1    | 1         | -     | -         |
| Totale |             |                   |                               | 16   | 3    | 5    | 7        | 8    | 2         |       |           |

### Campionato europeo

#### Classifica piloti
Risultati ottenuti nella classifica piloti del Campionato europeo - Divisione 3 nelle singole stagioni.
| Anno   | Costruttore | Vettura | Squadra          | Gare | Pole | Giri | Vittorie | Podi | Hat triks | Punti | Risultato |
| ------ | ----------- | ------- | ---------------- | ---- | ---- | ---- | -------- | ---- | --------- | ----- | --------- |
| 1965   | Ford        | Mustang | Alan Mann Racing | 3    | 0    | 0    | 1        | 1    | 0         | 18    | 1º        |
| 1966   | BMW         | 2000 TI | BMW              | 1    | 0    | 0    | 1        | 1    | 0         | 9     | 3º        |
| 1967   | Ford        | Mustang | Alan Mann Racing | 1    | 1    | 0    | 0        | 0    | 0         | -     | -         |
| Totale |             |         |                  | 5    | 1    | 0    | 2        | 2    | 0         | 27    |           |

#### Riepilogo costruttori
Risultati ottenuti nel Campionato europeo con i singoli costruttori.
| Costruttore | Stagioni                 | Gare | Pole | Giri | Vittorie | Hat triks | Podi |
| ----------- | ------------------------ | ---- | ---- | ---- | -------- | --------- | ---- |
| BMW         | 1964-1966-1971-1973/1974 | 6    | 0    | 0    | 2        | 0         | 3    |
| Ford        | 1964/1967                | 12   | 1    | 0    | 1        | 0         | 3    |
| Totale      | 7                        | 18   | 1    | 0    | 3        | 0         | 6    |

### 24 Ore di Spa
Risultati ottenuti nella 24 Ore di Spa nelle singole partecipazioni.
| Anno    | Costruttore | Vettura       | Squadra               | Nr  | Equipaggio     | Risultato |
| ------- | ----------- | ------------- | --------------------- | --- | -------------- | --------- |
| 1964    | Ford        | Lotus Cortina | Ford Belgium          | 304 | Teddy Pilette  | 14º       |
| 1965    | BMW         | 1800 TISA     | BMW                   | 5   | Dieter Glemser | Rit.      |
| 1966    | BMW         | 2000 TI       | BMW                   | 17  | Hubert Hahne   | 1º        |
| 1967    | Ford        | Mustang       | Alan Mann Racing      | 1   | Hubert Hahne   | Rit.      |
| 1969    | Mercedes    | 300 SEL       | Daimler Benz          | 4   | Hans Herrmann  | NP        |
| 1978    | Volkswagen  | Scirocco GTI  | Belgian VW Club       | 74  | Brian Redman   | Rit.      |
| 1998    | Renault     | Mégane        | Renault Sport Belgium | 1   | Vanina Ickx    | Rit.      |
| Legenda |             |               |                       |     |                |           |

## Formula 2

### Campionato britannico
Risultati ottenuti nella classifica piloti del Campionato britannico nelle singole stagioni.
| Anno   | Costruttore | Vettura | Squadra                     | Gare | Pole | Giri | Vittorie | Podi | Hat triks | Punti | Risultato |
| ------ | ----------- | ------- | --------------------------- | ---- | ---- | ---- | -------- | ---- | --------- | ----- | --------- |
| 1967   | Matra       | MS5     | Tyrrell Racing Organisation | 4    | 0    | 2    | 1        | 1    | 0         | 14    | 2º        |
| Totale |             |         |                             | 4    | 0    | 2    | 1        | 1    | 0         | 14    |           |

### Campionato europeo
Risultati ottenuti nella classifica piloti del Campionato europeo nelle singole stagioni.
| Anno   | Costruttore | Vettura     | Squadra                     | Gare | Pole | Giri | Vittorie | Podi | Hat triks | Punti | Risultato |
| ------ | ----------- | ----------- | --------------------------- | ---- | ---- | ---- | -------- | ---- | --------- | ----- | --------- |
| 1967   | Matra       | MS5         | Tyrrell Racing Organisation | 9    | 2    | 3    | 2        | 4    | 2         | 45    | 1º        |
| 1968   | Ferrari     | Dino 166 F2 | Scuderia Ferrari SEFAC      | 3    | 0    | 0    | 0        | 0    | 0         | -     | -         |
| 1969   | De Tomaso   | 103         | De Tomaso                   | 1    | 0    | 0    | 0        | 0    | 0         | -     | -         |
| 1970   | BMW         | 270         | BMW                         | 5    | 1    | 1    | 1        | 2    | 0         | -     | -         |
| Totale |             |             |                             | 18   | 3    | 4    | 3        | 2    | 6         | 45    |           |

### Risultati completi
| Anno    | Vettura                    | 1       | 2       | 3       | 4       | 5       | 6       | 7     | 8       | 9       | 10    | 11     | 12    | 13    | 14    | 15    | 16    | 17      | 18    | 19    |
| ------- | -------------------------- | ------- | ------- | ------- | ------- | ------- | ------- | ----- | ------- | ------- | ----- | ------ | ----- | ----- | ----- | ----- | ----- | ------- | ----- | ----- |
| 1966    | Matra MS5                  | GOO 6   | PAU 4   | ZOL Rit | REI Rit | ROU Rit | LEM Rit | ALB 4 | BRA 4   |         |       |        |       |       |       |       |       |         |       |       |
| 1967    | Matra MS5 Matra MS7        | BRA Rit | SNE Rit | SIL 7   | PAU 5   | MNT Rit | NUR 3   | MAL 4 | ZOL Rit | CRY 1   | REI 6 | HOC 10 | TUL 5 | ZAN 1 | KAR 6 | PER 3 | BRA 5 | OUL Rit | ALB 4 | VAL 1 |
| 1968    | Ferrari Dino 166 F2        | MNT Rit | NUR Rit | ZOL 4   | CRY Rit | HOC 5   | PER 6   |       |         |         |       |        |       |       |       |       |       |         |       |       |
| 1969    | Brabham BT23 De Tomaso 103 | ZOL 2   | REI Rit | PER Rit |         |         |         |       |         |         |       |        |       |       |       |       |       |         |       |       |
| 1970    | BMW 270                    | THR 6   | MNT Rit | ZOL Rit | ROU 4   | PAU Rit | PER 3   | SAL 1 | TUL 1   | IMO Rit |       |        |       |       |       |       |       |         |       |       |
| Legenda |                            |         |         |         |         |         |         |       |         |         |       |        |       |       |       |       |       |         |       |       |

## Sport e prototipi

### Campionato CanAm
Risultati ottenuti nella classifica piloti del Campionato CanAm nelle singole stagioni.
| Anno   | Costruttore | Vettura   | Squadra                | Gare | Pole | Giri | Vittorie | Podi | Hat triks | Punti | Risultato |
| ------ | ----------- | --------- | ---------------------- | ---- | ---- | ---- | -------- | ---- | --------- | ----- | --------- |
| 1970   | Ferrari     | 512 S     | Scuderia Ferrari SEFAC | 1    | 0    | 0    | 0        | 0    |           | 0     | -         |
| 1979   | Lola        | Lola T333 | Carl Haas Racing Team  | 9    | 1    | 2    | 5        | 6    |           | 51    | 1º        |
| Totale |             |           |                        | 10   | 1    | 2    | 5        | 6    |           | 51    |           |

### Campionato europeo
Risultati ottenuti nella classifica piloti del Campionato europeo nelle singole stagioni.
| Anno   | Costruttore | Vettura | Squadra          | Gare | Pole | Giri | Vittorie | Podi | Hat triks | Punti | Risultato |
| ------ | ----------- | ------- | ---------------- | ---- | ---- | ---- | -------- | ---- | --------- | ----- | --------- |
| 1983   | Porsche     | 956     | Rothmans Porsche | 6    | 3    | 1    | 2        | 5    |           | 85    | 3º        |
| Totale |             |         |                  | 6    | 3    | 1    | 2        | 5    |           | 85    |           |

### Campionato mondiale

#### Classifica piloti
Risultati ottenuti nella classifica piloti del Campionato mondiale nelle singole stagioni.
| Anno   | Costruttore | Vettura | Squadra          | Gare | Pole | Giri | Vittorie | Podi | Hat triks | Punti | Risultato |
| ------ | ----------- | ------- | ---------------- | ---- | ---- | ---- | -------- | ---- | --------- | ----- | --------- |
| 1982   | Porsche     | 956     | Porsche System   | 5    | 3    | 1    | 4        | 5    |           | 95    | 1º        |
| 1983   | Porsche     | 956     | Rothmans Porsche | 7    | 2    | 1    | 2        | 6    |           | 97    | 1º        |
| 1984   | Porsche     | 956     | Rothmans Porsche | 8    | 0    | 0    | 2        | 6    |           | 104   | 3º        |
| 1985   | Porsche     | 956-962 | Rothmans Porsche | 10   | 2    | 0    | 3        | 5    |           | 101   | 3º        |
| Totale |             |         |                  | 30   | 7    | 2    | 11       | 26   |           | 397   |           |

#### Riepilogo costruttori
Risultati ottenuti nel Campionato mondiale con i singoli costruttori.
| Costruttore | Stagioni           | Gare | Pole | Giri | Vittorie | Podi | Hat triks |
| ----------- | ------------------ | ---- | ---- | ---- | -------- | ---- | --------- |
| BMW         | 1963 - 1974        | 2    | 0    | 0    | 0        | 0    | 0         |
| Ferrari     | 1966 - 1970/1973   | 33   | 3    | 6    | 8        | 14   | 0         |
| Ford        | 1966/1969          | 12   | 2    | 3    | 4        | 6    | 0         |
| JWA         | 1967 - 1969 - 1974 | 10   | 1    | 1    | 1        | 2    | 0         |
| Alfa Romeo  | 1975/1975          | 5    | 0    | 2    | 0        | 3    | 0         |
| Matra       | 1974               | 1    | 0    | 1    | 1        | 1    | 0         |
| Porsche     | 1976/1985          | 52   | 15   | 12   | 19       | 34   | 2         |
| Totale      | 21                 | 115  | 21   | 25   | 33       | 60   | 2         |

### 24 Ore di Le Mans
Risultati ottenuti nella 24 Ore di Le Mans nelle singole partecipazioni.
| Anno                                                                             | Costruttore | Vettura   | Squadra                       | Nr | Equipaggio                    | Risultato |
| -------------------------------------------------------------------------------- | ----------- | --------- | ----------------------------- | -- | ----------------------------- | --------- |
| 1966                                                                             | Ford        | GT40      | Essex Wire Corporation        | 60 | Jochen Neerpasch              | Ritirato  |
| 1967                                                                             | JWA         | Mirage M1 | JW Automotive                 | 15 | Brian Muir                    | Ritirato  |
| 1969                                                                             | Ford        | GT40      | JW Automotive                 | 6  | Jackie Oliver                 | 1º        |
| 1970                                                                             | Ferrari     | 512 S     | Scuderia Ferrari SEFAC        | 5  | Peter Schetty                 | Ritirato  |
| 1973                                                                             | Ferrari     | 312 PB    | Scuderia Ferrari SEFAC        | 15 | Brian Redman                  | Ritirato  |
| 1975                                                                             | JWA         | Gulf GR8  | Gulf Research Racing Co.      | 11 | Derek Bell                    | 1º        |
| 1976                                                                             | Porsche     | 936       | Martini Racing Porsche System | 20 | Gijs van Lennep               | 1º        |
| 1977                                                                             | Porsche     | 936/77    | Martini Racing Porsche System | 3  | Henri Pescarolo               | Ritirato  |
| 1977                                                                             | Porsche     | 936/77    | Martini Racing Porsche System | 4  | Jürgen Barth - Hurley Haywood | 1º        |
| 1978                                                                             | Porsche     | 936/78    | Martini Racing Porsche System | 5  | Jochen Mass - Henri Pescarolo | Ritirato  |
| 1978                                                                             | Porsche     | 936/78    | Martini Racing Porsche System | 6  | Jürgen Barth - Bob Wollek     | 2º        |
| 1979                                                                             | Porsche     | 936       | Essex-Porsche                 | 12 | Brian Redman                  | Ritirato  |
| 1980                                                                             | Porsche     | 908/80    | Martini Racing - Liqui Moly   | 9  | Reinhold Joest                | 2º        |
| 1981                                                                             | Porsche     | 936       | Porsche System                | 11 | Derek Bell                    | 1º        |
| 1982                                                                             | Porsche     | 956       | Porsche System                | 1  | Derek Bell                    | 1º        |
| 1983                                                                             | Porsche     | 956       | Rothmans Porsche              | 1  | Derek Bell                    | 2º        |
| 1985                                                                             | Porsche     | 962/C     | Rothmans Porsche              | 1  | Jochen Mass                   | 10º       |
| Legenda - Il grassetto indica la pole position, il corsivo indica i giri veloci. |             |           |                               |    |                               |           |

### 24 Ore di Daytona
Risultati ottenuti nella 24 Ore di Daytona nelle singole partecipazioni.
| Anno | Costruttore | Vettura | Squadra                | Nr | Equipaggio                       | Risultato |
| ---- | ----------- | ------- | ---------------------- | -- | -------------------------------- | --------- |
| 1966 | Ferrari     | 250 LM  | Ecurie Francorchamps   | 26 | Jean Blaton - Léon Dernier       | Ritirato  |
| 1967 | Ford        | GT40    | Grady Davis            | 11 | Dick Thompson                    | 6°        |
| 1968 | Ford        | GT40    | JW Automotive          | 8  | Brian Redman                     | Ritirato  |
| 1969 | Ford        | GT40    | JW Automotive          | 1  | Jackie Oliver                    | 26°       |
| 1970 | Ferrari     | 512 S   | Scuderia Ferrari SEFAC | 27 | Peter Schetty                    | Ritirato  |
| 1970 | Ferrari     | 512 S   | Scuderia Ferrari SEFAC | 28 | Mario Andretti - Arturo Merzario | 3°        |
| 1977 | Porsche     | 935     | Martini Racing         | 1  | Jochen Mass                      | Ritirato  |
| 1979 | Porsche     | 935-77A | Gelo Raging Team       | 1  | Bob Wollek - Peter Gregg         | 32°       |

### 12 Ore di Sebring
Risultati ottenuti nella 12 Ore di Sebring nelle singole partecipazioni.
| Anno                                                                             | Costruttore | Vettura | Squadra                | Nr | Equipaggio     | Risultato |
| -------------------------------------------------------------------------------- | ----------- | ------- | ---------------------- | -- | -------------- | --------- |
| 1968                                                                             | Ford        | GT40    | JW Automotive          | 28 | Brian Redman   | Ritirato  |
| 1969                                                                             | Ford        | GT40    | JW Automotive          | 22 | Jackie Oliver  | 1º        |
| 1970                                                                             | Ferrari     | 512 S   | Scuderia Ferrari SEFAC | 20 | Peter Schetty  | Ritirato  |
| 1971                                                                             | Ferrari     | 312 PB  | Scuderia Ferrari SEFAC | 25 | Mario Andretti | Ritirato  |
| 1972                                                                             | Ferrari     | 312 PB  | Scuderia Ferrari SEFAC | 2  | Mario Andretti | 1º        |
| Legenda - Il grassetto indica la pole position, il corsivo indica i giri veloci. |             |         |                        |    |                |           |

## Formula 1

### Campionato mondiale

#### Vittorie
Vittorie ottenute nel Campionato mondiale.
| Nº | Anno | Gara                         | Circuito                 | Costruttore | Vettura | Motore            | Squadra                   |
| --- | ---- | ---------------------------- | ------------------------ | ----------- | ------- | ----------------- | ------------------------- |
| 1 | 1968 | Grand Prix de France         | Rouen-Les-Essarts        | Ferrari     | 312 F1  |                   | Scuderia Ferrari SEFAC    |
| 2 | 1969 | Großer Preis von Deutschland | Nürburgring Nordschleife | Brabham     | BT26    | Ford Cosworth DFV | Motor Racing Developments |
| 3 | 1969 | Canadian Grand Prix          | Mosport Park             | Brabham     | BT26    | Ford Cosworth DFV | Motor Racing Developments |
| 4 | 1970 | Großer Preis von Österreich  | Österreichring           | Ferrari     | 312 B   | Ferrari Tipo 001  | Scuderia Ferrari SEFAC    |
| 5 | 1970 | Canadian Grand Prix          | Mont-Tremblant           | Ferrari     | 312 B   | Ferrari Tipo 001  | Scuderia Ferrari SEFAC    |
| 6 | 1970 | Gran Premio de Mexico        | Hermanos Rodríguez       | Ferrari     | 312 B   | Ferrari Tipo 001  | Scuderia Ferrari SEFAC    |
| 7 | 1971 | Grote Prijs van Nederland    | Zandvoort                | Ferrari     | 312 B2  | Ferrari Tipo 001  | Scuderia Ferrari SEFAC    |
| 8 | 1972 | Großer Preis von Deutschland | Nürburgring Nordschleife | Ferrari     | 312 B2  | Ferrari Tipo 001  | Scuderia Ferrari SEFAC    |
| Le gare evidenziate in giallo indicano un hat trick (pole position, giro veloce in gara e vittoria finale). |      |                              |                          |             |         |                   |                           |

#### Classifica piloti
Risultati ottenuti nella classifica piloti del Campionato mondiale nelle singole stagioni.
| 1966 | Scuderia | Vettura |  |  |  |  |  |     |  |  |  |  |  |  |  |  |  |  |  | Punti | Pos. |
| ---- | -------- | ------- |  |  |  |  |  | --- |  |  |  |  |  |  |  |  |  |  |  | ----- | ---- |
| 1966 | Matra    | MS5     |  |  |  |  |  | Rit |  |  |  |  |  |  |  |  |  |  |  |       |      |

| 1967 | Scuderia     | Vettura        |  |  |  |  |  |  |     |  |   |     |  |  |  |  |  |  |  | Punti | Pos. |
| ---- | ------------ | -------------- |  |  |  |  |  |  | --- |  | - | --- |  |  |  |  |  |  |  | ----- | ---- |
| 1967 | Matra Cooper | MS5 T81B e T86 |  |  |  |  |  |  | Rit |  | 6 | Rit |  |  |  |  |  |  |  | 1     | 20º  |

| 1968 | Scuderia | Vettura |     |     |  |   |   |   |   |   |   |    |  |     |  |  |  |  |  | Punti | Pos. |
| ---- | -------- | ------- | --- | --- |  | - | - | - | - | - | - | -- |  | --- |  |  |  |  |  | ----- | ---- |
| 1968 | Ferrari  | 312     | Rit | Rit |  | 3 | 4 | 1 | 3 | 4 | 3 | NP |  | Rit |  |  |  |  |  | 27    | 4º   |

| 1969 | Scuderia | Vettura |     |   |     |   |   |   |   |    |   |     |   |  |  |  |  |  |  | Punti | Pos. |
| ---- | -------- | ------- | --- | - | --- | - | - | - | - | -- | - | --- | - |  |  |  |  |  |  | ----- | ---- |
| 1969 | Brabham  | BT26A   | Rit | 6 | Rit | 5 | 3 | 2 | 1 | 10 | 1 | Rit | 2 |  |  |  |  |  |  | 37    | 2º   |

| 1970 | Scuderia | Vettura |     |     |     |   |   |     |     |   |   |     |   |   |   |  |  |  |  | Punti | Pos. |
| ---- | -------- | ------- | --- | --- | --- | - | - | --- | --- | - | - | --- | - | - | - |  |  |  |  | ----- | ---- |
| 1970 | Ferrari  | 312 B   | Rit | Rit | Rit | 8 | 3 | Rit | Rit | 2 | 1 | Rit | 1 | 4 | 1 |  |  |  |  | 40    | 2º   |

| 1971 | Scuderia | Vettura        |   |   |   |   |     |     |     |     |     |   |     |  |  |  |  |  |  | Punti | Pos. |
| ---- | -------- | -------------- | - | - | - | - | --- | --- | --- | --- | --- | - | --- |  |  |  |  |  |  | ----- | ---- |
| 1971 | Ferrari  | 312 B e 312 B2 | 8 | 2 | 3 | 1 | Rit | Rit | Rit | Rit | Rit | 8 | Rit |  |  |  |  |  |  | 19    | 4º   |

| 1972 | Scuderia | Vettura |   |   |   |   |     |    |     |   |     |     |    |   |  |  |  |  |  | Punti | Pos. |
| ---- | -------- | ------- | - | - | - | - | --- | -- | --- | - | --- | --- | -- | - |  |  |  |  |  | ----- | ---- |
| 1972 | Ferrari  | 312 B2  | 3 | 8 | 2 | 2 | Rit | 11 | Rit | 1 | Rit | Rit | 12 | 5 |  |  |  |  |  | 27    | 4º   |

| 1973 | Scuderia                    | Vettura                |   |   |     |    |     |     |   |   |   |  |   |  |   |  |   |  |  | Punti | Pos. |
| ---- | --------------------------- | ---------------------- | - | - | --- | -- | --- | --- | - | - | - |  | - |  | - |  | - |  |  | ----- | ---- |
| 1973 | Ferrari McLaren Iso Rivolta | 312 B2 e 312 B3 M23 IR | 4 | 5 | Rit | 12 | Rit | Rit | 6 | 5 | 8 |  | 3 |  | 8 |  | 7 |  |  | 12    | 9º   |

| 1974 | Scuderia | Vettura  |     |   |     |     |     |     |     |    |   |   |   |     |     |    |     |  |  | Punti | Pos. |
| ---- | -------- | -------- | --- | - | --- | --- | --- | --- | --- | -- | - | - | - | --- | --- | -- | --- |  |  | ----- | ---- |
| 1974 | Lotus    | 72E e 76 | Rit | 3 | Rit | Rit | Rit | Rit | Rit | 11 | 5 | 3 | 5 | Rit | Rit | 13 | Rit |  |  | 12    | 10º  |

| 1975 | Scuderia | Vettura |   |   |    |   |   |     |    |     |     |  |  |  |  |  |  |  |  | Punti | Pos. |
| ---- | -------- | ------- | - | - | -- | - | - | --- | -- | --- | --- |  |  |  |  |  |  |  |  | ----- | ---- |
| 1975 | Lotus    | 72E     | 8 | 9 | 12 | 2 | 8 | Rit | 15 | Rit | Rit |  |  |  |  |  |  |  |  | 3     | 16º  |

| 1976 | Scuderia        | Vettura    |   |    |    |   |    |    |  |    |    |  |  |     |    |    |     |  |  | Punti | Pos. |
| ---- | --------------- | ---------- | - | -- | -- | - | -- | -- |  | -- | -- |  |  | --- | -- | -- | --- |  |  | ----- | ---- |
| 1976 | Williams Ensign | FW05 MN176 | 8 | 16 | NQ | 7 | NQ | NQ |  | 10 | NQ |  |  | Rit | 10 | 13 | Rit |  |  | 0     |      |

| 1977 | Scuderia | Vettura |  |  |  |  |  |    |  |  |  |  |  |  |  |  |  |  |  | Punti | Pos. |
| ---- | -------- | ------- |  |  |  |  |  | -- |  |  |  |  |  |  |  |  |  |  |  | ----- | ---- |
| 1977 | Ensign   | MN177   |  |  |  |  |  | 10 |  |  |  |  |  |  |  |  |  |  |  | 0     |      |

| 1978 | Scuderia | Vettura |  |  |  |  |     |    |     |    |  |  |  |  |  |  |  |  |  | Punti | Pos. |
| ---- | -------- | ------- |  |  |  |  | --- | -- | --- | -- |  |  |  |  |  |  |  |  |  | ----- | ---- |
| 1978 | Ensign   | MN177   |  |  |  |  | Rit | 12 | Rit | NQ |  |  |  |  |  |  |  |  |  | 0     |      |

| 1979 | Scuderia | Vettura |  |  |  |  |  |  |  |     |   |     |     |   |     |     |     |  |  | Punti | Pos. |
| ---- | -------- | ------- |  |  |  |  |  |  |  | --- | - | --- | --- | - | --- | --- | --- |  |  | ----- | ---- |
| 1979 | Ligier   | JS11    |  |  |  |  |  |  |  | Rit | 6 | Rit | Rit | 5 | Rit | Rit | Rit |  |  | 3     | 16º  |

| Legenda | 1º posto     | 2º posto | 3º posto    | A punti         | Senza punti/Non class.  | Grassetto – Pole position Corsivo – Giro più veloce |
| Legenda | Squalificato | Ritirato | Non partito | Non qualificato | Solo prove/Terzo pilota | Grassetto – Pole position Corsivo – Giro più veloce |

#### Riepilogo costruttori
Risultati ottenuti nel Campionato mondiale con i singoli costruttori.
| Costruttore | Stagioni         | Gare | Pole | Giri | Vittorie | Hat triks | Podi | Punti |
| ----------- | ---------------- | ---- | ---- | ---- | -------- | --------- | ---- | ----- |
| Matra       | 1966/1967        | 2    | 0    | 0    | 0        | 0         | 0    | 0     |
| Cooper      | 1967             | 2    | 0    | 0    | 0        | 0         | 0    | 1     |
| Ferrari     | 1968 - 1970/1973 | 55   | 11   | 11   | 6        | 2         | 16   | 121   |
| Brabham     | 1969             | 11   | 2    | 3    | 2        | 2         | 5    | 37    |
| McLaren     | 1973             | 1    | 0    | 0    | 0        | 0         | 1    | 4     |
| Iso Rivolta | 1973             | 1    | 0    | 0    | 0        | 0         | 0    | 0     |
| Lotus       | 1974/1975        | 24   | 0    | 0    | 0        | 0         | 3    | 15    |
| Williams    | 1976             | 4    | 0    | 0    | 0        | 0         | 0    | 0     |
| Ensign      | 1976/1978        | 8    | 0    | 0    | 0        | 0         | 0    | 0     |
| Ligier      | 1979             | 8    | 0    | 0    | 0        | 0         | 0    | 3     |
| Totale      | 14               | 116  | 13   | 14   | 8        | 4         | 25   | 181   |

#### Confronto con i compagni di squadra
Confronto con i compagni di squadra nel Campionato mondiale considerando i punti ottenuti nelle stagioni complete.
| Anno                                                                                             | Costruttore | Punti Ickx | Punti compagno | Compagno        |
| ------------------------------------------------------------------------------------------------ | ----------- | ---------- | -------------- | --------------- |
| 1968                                                                                             | Ferrari     | 27         | 10             | Chris Amon      |
| 1969                                                                                             | Brabham     | 37         | 14             | Jack Brabham    |
| 1971                                                                                             | Ferrari     | 19         | 13             | Clay Regazzoni  |
| 1972                                                                                             | Ferrari     | 27         | 15             | Clay Regazzoni  |
| 1974                                                                                             | Lotus       | 12         | 35             | Ronnie Peterson |
| Le stagioni evidenziate in giallo indicano la vittoria nel confronto con il compagno di squadra. |             |            |                |                 |

### Gran Premi extracampionato
Risultati ottenuti nei Gran Premi non validi per il Campionato mondiale nelle singole stagioni.
| Anno   | Costruttore | Vettura      | Squadra                                 | Gare | Pole | Giri | Vittorie | Podi | Hat triks |
| ------ | ----------- | ------------ | --------------------------------------- | ---- | ---- | ---- | -------- | ---- | --------- |
| 1967   | Matra       | MS5 - MS7    | Tyrrell Racing Organisation/Matra Sport | 3    | 0    | 0    | 0        | 0    | 0         |
| 1968   | Ferrari     | 312          | Scuderia Ferrari SEFAC                  | 3    | 0    | 0    | 0        | 0    | 0         |
| 1969   | Brabham     | BT26 - BT26A | Motor Racing Developments               | 3    | 0    | 0    | 1        | 1    | 0         |
| 1971   | Ferrari     | 312 B        | Scuderia Ferrari SEFAC                  | 2    | 1    | 1    | 1        | 1    | 1         |
| 1974   | Lotus       | 72D          | John Player Team Lotus                  | 1    | 0    | 1    | 1        | 1    | 0         |
| 1975   | Lotus       | 72E          | John Player Team Lotus                  | 1    | 0    | 0    | 0        | 0    | 0         |
| 1976   | Williams    | FW05         | Frank Williams Racing Cars              | 2    | 0    | 0    | 0        | 1    | 0         |
| 1978   | Ensign      | MN177        | Team Tissot Ensign                      | 1    | 0    | 0    | 0        | 0    | 0         |
| Totale |             |              |                                         | 16   | 1    | 2    | 3        | 4    | 1         |

## Altre categorie

### Parigi-Dakar
Risultati ottenuti nella Parigi-Dakar nelle singole partecipazioni.
| Anno    | Costruttore | Vettura       | Squadra          | Nr  | Equipaggio      | Tappe | Risultato |
| ------- | ----------- | ------------- | ---------------- | --- | --------------- | ----- | --------- |
| 1981    | Citroën     | CX 2400 GTI   | Citroën Belgium  | 125 | Claude Brasseur | 1     | Rit.      |
| 1982    | Mercedes    | 280 GE        | Texaco           | 154 | Claude Brasseur | 7     | 5º        |
| 1983    | Mercedes    | 280 GE        | Texaco           | 142 | Claude Brasseur | 5     | 1º        |
| 1984    | Porsche     | 911           | Rothmans Porsche | 175 | Claude Brasseur | 9     | 6º        |
| 1985    | Porsche     | 959           | Rothmans Porsche | 185 | Claude Brasseur | 1     | Rit.      |
| 1986    | Porsche     | 959           | Rothmans Porsche | 185 | Claude Brasseur | 1     | 2º        |
| 1987    | Lada        | Niva          | Lada Poch        | 185 | Christian Tarin | 0     | Rit.      |
| 1988    | Lada        | Niva          | Lada Poch        | 218 | Christian Tarin | 0     | 38º       |
| 1989    | Peugeot     | 405 Turbo 16  | Peugeot Sport    | 206 | Christian Tarin | 3     | 2º        |
| 1990    | Lada        | Samara        | Lada Poch        | 213 | Christian Tarin | 1     | 7º        |
| 1991    | Citroën     | ZX Grand Raid | Citroën Sport    | 203 | Christian Tarin | 1     | Rit.      |
| 1992    | Citroën     | ZX Grand Raid | Citroën Sport    | 205 | Christian Tarin | 0     | 6º        |
| 1995    | Toyota      | Land Cruiser  |                  | 220 | Christian Tarin | 0     | 18º       |
| 2000    | Toyota      | Land Cruiser  |                  | 274 | Vanina Ickx     | 0     | 18º       |
| Legenda |             |               |                  |     |                 |       |           |